# Werbegemeinschaft
Eine Werbegemeinschaft ist ein freiwilliger Zusammenschluss 
von Werbetreibenden, meist von lokalen Wirtschafts- und Gewerbebetrieben. Sie ist eine Zweckgemeinschaft, in der Regel in der Rechtsform einer Gesellschaft bürgerlichen Rechts (diese kann auch mündlich gegründet werden)  oder eines eingetragenen Vereins. Sie hat das Ziel, durch gemeinsame Werbeaktionen, Veranstaltungen oder Marketingmaßnahmen die Verkäufe der Beteiligten zu steigern.
Werbegemeinschaften nennen sich auch Handels- und Gewerbeverein, Interessengemeinschaft, Wirtschafts- und Verkehrsverein, Tourismus- und Gewerbeverein oder Kaufmannsgilde. Oft enthält der Name den Wirkungskreis der Werbegemeinschaft (Beispiele: Interessengemeinschaft Musterdorf, Kaufmannsgilde Oberfranken). 
Die Mitglieder einer Werbegemeinschaft arbeiten häufig werblich auch zusammen, um für den Wirkungskreis (nicht bzw. weniger für das einzelne Unternehmen) zu werben. Beispiele sind die Werbegemeinschaft einer Ladenstraße, einer Fußgängerzone, eines Einkaufszentrums oder eines Stadt- oder Ortsteils.
Werbegemeinschaften findet man häufig in ländlichen Gegenden mit kleinen Städten („Unterzentren“). Sie können auch Informationsforum oder gesellschaftliches Parkett für die Unternehmer sein. 